# Orleans (Indiana)
Orleans è un comune (town) degli Stati Uniti d'America della contea di Orange nello Stato dell'Indiana. La popolazione era di 2,142 persone al censimento del 2010.

## Storia
Orleans è stata intrecciata nel 1815, e prende questo nome in commemorazione della battaglia di New Orleans. Un ufficio postale è in funzione ad Orleans dal 1823.

## Geografia fisica
Orleans è situata a 38°39′40″N 86°27′12″W (38.660993, -86.453368).
Secondo lo United States Census Bureau, ha un'area totale di 1,71 miglia quadrate (4,43 km²).

## Società

### Evoluzione demografica
Secondo il censimento del 2010, c'erano 2,142 persone.

### Etnie e minoranze straniere
Secondo il censimento del 2010, la composizione etnica della città era formata dal 98,6% di bianchi, lo 0,1% di afroamericani, lo 0,3% di nativi americani, lo 0,4% di asiatici, e lo 0,7% di due o più etnie. Ispanici o latinos di qualunque razza erano lo 0,6% della popolazione.